# إريك باومان
اريك باومان (بالألمانية: Eric Baumann)‏ هو عالم موسيقى ألماني، ولد في 1962.